# Cornelio Saavedra
O general Cornelio Judas Tadeo de Saavedra y Rodríguez (Otuyo, Potosí, Vice-Reino do Peru, 15 de setembro de 1759 - Buenos Aires, Províncias Unidas do Rio da Prata, 29 de março de 1829) foi um militar e estadista rioplatense que teve uma participação decisiva na Revolução de Maio, primeiro passo da independência argentina. Saavedra foi o primeiro chefe do Regimento de Patrícios formado após as invasões Britânicas, o qual lhe transformou em uma proeminente figura da política local. Presidiu a Primeira Junta de governo das Províncias Unidas do Rio da Prata, resultante da mencionada revolução, assim como a Junta Grande na qual se transformou. Saavedra começou a liderar as campanhas do Exército do Norte, por isso seu cargo na Junta foi ocupado por Domingo Matheu. Porém, sua partida foi aproveitada por opositores que substituíram a Junta Grande pelo Primeiro Triunvirato, destituindo-o e emitindo ordens de prisão contra ele. Saavedra permaneceu afastado de Buenos Aires, e as acusações contra ele foram retiradas em 1815.

## Início
Saavedra nasceu na fazenda "La Fombera", situada no povoado de Otuyo, próximo da antiga Vila Imperial de Potosí, que pertencia, na época, ao Vice-Reino do Peru, sob dependência espanhola. Na atualidade, o lugar faz parte da república da Bolívia. 
Seus pais foram Santiago Felipe de Saavedra y Palma, natural de Buenos Aires, e Teresa Rodríguez de Güiraldes, oriunda da Vila Imperial de Potosí. A família se mudou para Buenos Aires em 1767. Ali, durante sua adolescência, Cornelio estudou no Colégio Real de San Carlos (atualmente Colégio Nacional Buenos Aires) onde estudou filosofia e gramática latina de maneira destacada entre 1773 e 1776. Porém, não pôde completar a escola porque devia se dedicar à administração da propriedade da família.
Em 17 de abril de 1788 contraiu matrimônio com María Francisca Cabrera y Saavedra, sua prima-irmã, que faleceu em 15 de agosto de 1798. No ano anterior, tinha dado início a sua carreira política trabalhando no Cabildo de Buenos Aires, onde assumiria distintos cargos administrativos. Por essa época, a cidade já tinha sido convertida em capital do Vice-Reino do Rio da Prata. Em 1797, chegaria sua primeira oportunidade na política ao ser nomeado Regedor do Cabildo e, em 1801, foi eleito Prefeito de Primeiro Voto. Nesse mesmo ano se casou em segundas núpcias com Dona Saturnina Otárola del Rivero. Em 1805, conferiram-lhe a tarefa de Administrador de Grãos dentro de um corpo governamental que se ocupava da provisão de trigo e outros cereais na cidade.

## O Regimento de Patrícios

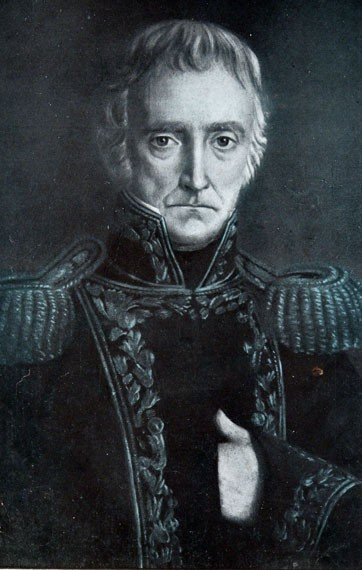
Quadro de Cornelio Saavedra

Sua vocação militar despertaria durante a primeira das invasões Britânicas em 1806, durante a qual participou na reconquista da cidade. Prevendo um possível contra-ataque inglês, o novo vice-rei Santiago de Liniers ordenou que formassem batalhões de milícias, organizadas segundo as armas e região de origem. O mais numeroso foi o Corpo de Patrícios, formado por voluntários de infantaria nascidos em Buenos Aires que constituíram três batalhões. Cada um deles podia escolher seus próprios chefes, inclusive seu comandante, e o Corpo de Patrícios elegeu Saavedra. Este regimento ainda existe atualmente, com o nome de Regimento de Infantaria Nº. 1, e recuperou o nome histórico de Patrícios. Estava dividido em três batalhões, ao comando de Esteban Romero, Domingo Urien e Manuel Belgrano, que depois deixaria o cargo para Juan José Viamonte.
No princípio do ano seguinte aconteceu o novo ataque inglês. Cornelio Saavedra marchou até Montevidéu mas não chegou a tempo e não pôde impedir o sítio de Montevidéu. Em consequência, limitou-se a retirar todos os elementos de defesa da Colônia do Sacramento, para transferi-los para Buenos Aires e fortificar a cidade. Pouco depois, sucedia a segunda invasão a Buenos Aires; o exército invasor contava com 8.000 soldados e 18 canhões, superando amplamente os 1.565 homens, 6 canhões e 2 obuses utilizados para a primeira invasão. Após uma vitória inicial nos currais de Miserere, ingressaram em Buenos Aires dois dias depois, em 5 de julho. Encontraram uma cidade amplamente preparada para resistir, ao ponto de, inclusive as mulheres, as crianças e os escravos, participarem da defesa. Dois dias depois o general inglês John Whitelocke concorda em se render, detendo o ataque e retirando as forças inglesas de Montevidéu. 
Depois da bem-sucedida resistência contra a ocupação, as relações entre os habitantes de Buenos Aires se viram modificadas. Até então os crioulos, os nascidos no continente americano, sempre tinham sido relegados na tomada de decisões e nas disputas de poder. Com a criação das milícias crioulas e com o fato de a vitória ter sido alcançada em ambos casos sem intervenção militar da metrópole, começaram a se manifestar setores que, em distintos graus, advogavam por modificar a situação estabelecida e ter uma maior presença e influência no governo. Saavedra foi uma das figuras chave da dita situação, já que comandava o regimento mais numeroso e sua postura era então decisiva nas disputas. Desde 1808, participaria nas reuniões da Sociedade dos Sete na fábrica de sabão de Hipólito Vieytes e na casa de Rodríguez Peña, onde se discutia os passos a seguir para alcançar seus objetivos. Saavedra se destacaria por um enfoque mais prudente e calculista a respeito das medidas para levar adiante a revolução, que contrastava com o arrebatamento de Juan José Castelli ou Mariano Moreno.

## O motim de Álzaga

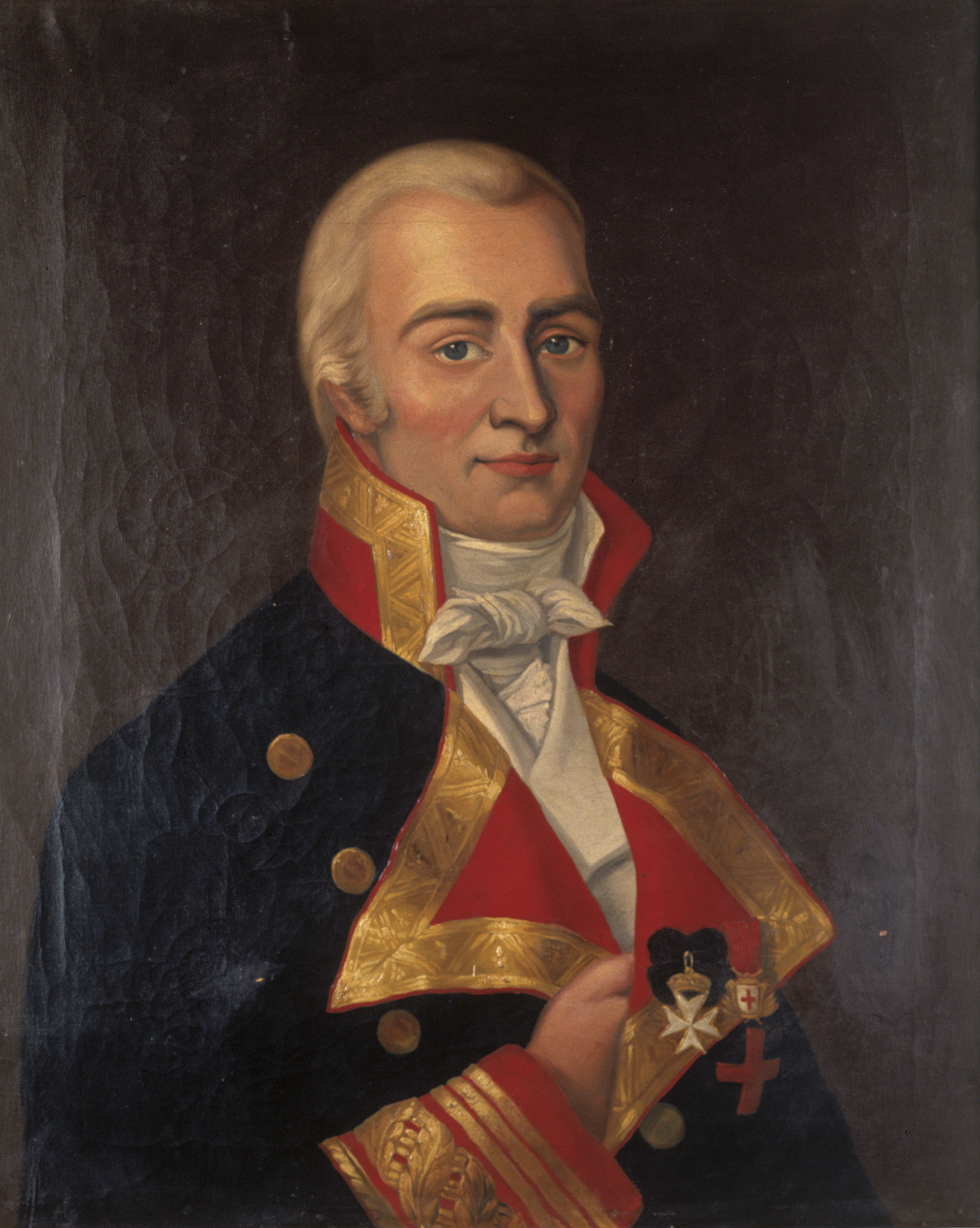
Santiago de Liniers, o vice-rei defendido com êxito por Saavedra.

Em 1 de janeiro de 1809, o prefeito Martín de Álzaga dirigiu ao cabildo da cidade, em uma tentativa de depor Liniers, usando sua nacionalidade francesa como pretexto para o acusar de conspirar com a França, que se encontrava em guerra com a Espanha nessa época, nos conflitos conhecidos como Guerras Napoleônicas. As movimentações de Álzaga eram respaldadas pelo governador de Montevidéu, Francisco Javier de Elío, que pelas razões citadas havia desconhecido a legitimidade de Liniers e formado uma junta de governo na cidade. Sua ideia era depor o vice-rei e que uma junta de governo assumisse o controle do vice-reino, uma imitação das Juntas que substituíam na Espanha a autoridade do rei Fernando VII, prisioneiro de Napoleão Bonaparte. Os sublevados tomaram o Cabildo e exigiram a renúncia do vice-rei, rodeando também a atual Praça de Maio, e chegaram a conseguir a renúncia dele. Mas Saavedra reagiu rapidamente e conseguiu desbaratar a tentativa.
Este levante não tinha motivações independentistas e era dirigido, principalmente, por espanhóis peninsulares. Seus principais estimuladores foram banidos para Carmen de Patagones. Alguns meses mais tarde, para deter as disputas, a Junta de Sevilha resolveu que Liniers seria substituído por Baltasar Hidalgo de Cisneros.
Depois dessa revolução Saavedra foi transformado em árbitro da política local. Os revolucionários o buscavam para que apoiasse seus movimentos, mas ele lhes respondia "Conterrâneos e senhores, ainda não é tempo; deixem que as bêberas madurem e então as comeremos". Saavedra calculava como inevitável que a Espanha fracassasse ante as forças de Napoleão Bonaparte, e considerava que o momento mais propício para executar um movimento revolucionário seria quando chegassem as notícias da vitória napoleônica.

## A Revolução de Maio

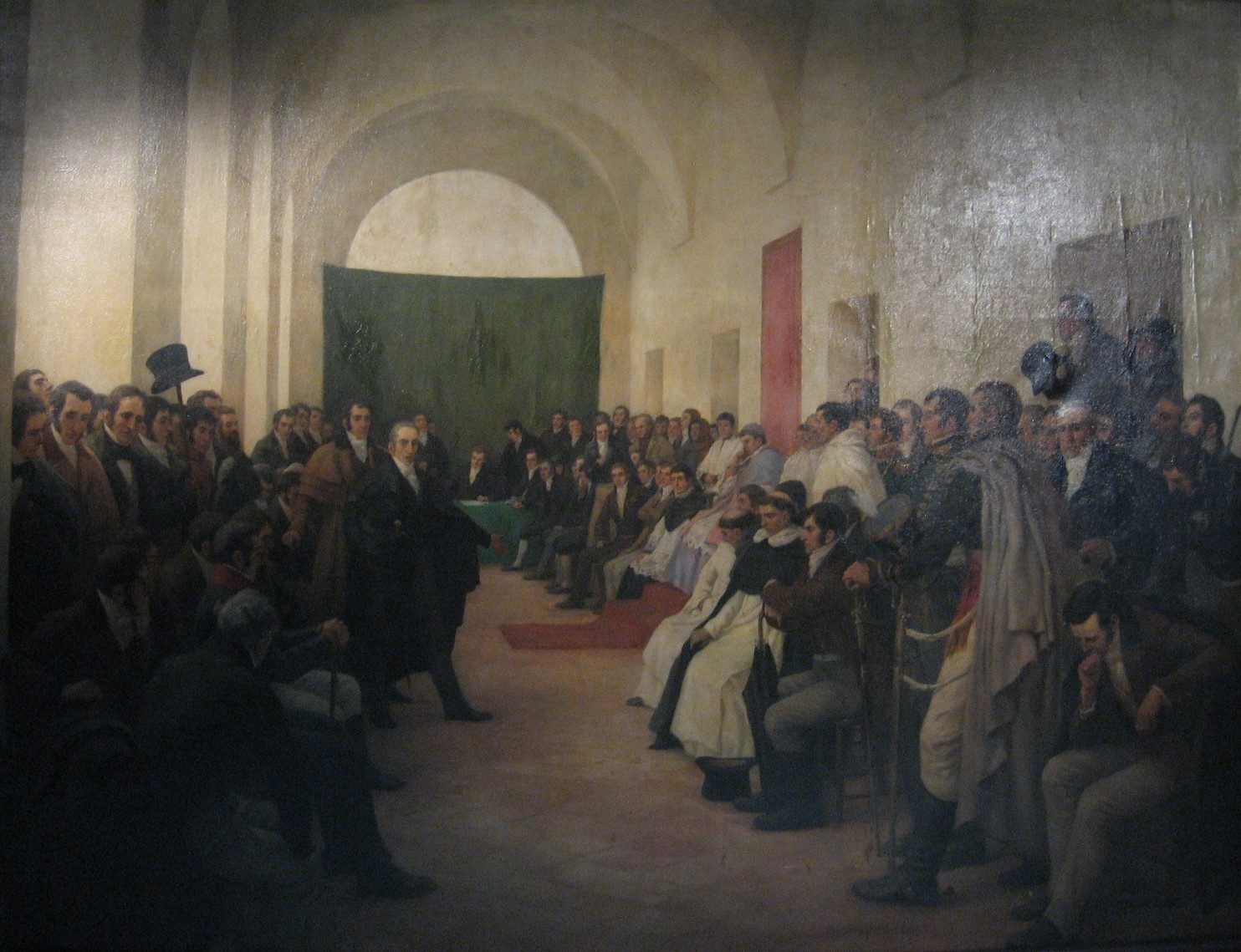
O Cabildo aberto de 22 de maio de 1810. Nele se impôs a postura de Saavedra.

Em maio de 1810 chegou a notícia da queda de toda a Espanha em mãos francesas, exceto em Cádiz, onde havia se formado um Conselho de Regência que substituía a Junta Suprema de Sevilha. Tal notícia desencadeou o processo revolucionário conhecido como Revolução de Maio. A direção do processo esteve nas mãos de um grupo secreto integrado por Manuel Belgrano, Juan José Paso, Juan José Castelli, Nicolás Rodríguez Peña, Mariano Moreno e Hipólito Vieytes, entre outros. Estes precisavam do apoio de Saavedra e dos demais chefes militares para atuar, já que sem eles não seria possível enfrentar o vice-rei. 
Quando se tomou conhecimento da queda da Junta de Sevilha, o coronel Viamonte chamou Saavedra, que estava no campo, com urgência. Expuseram-lhe a notícia e as reações, e lhe perguntaram: "Você ainda dirá que não é tempo?". Também lhe mostraram a proclamação que Cisneros acabava de publicar, convocando um cabildo aberto para decidir o que fazer. Saavedra a leu e deu sua famosa resposta: 
| “ | Senhores, agora não digo somente que é tempo, mas que não se deve perder uma só hora. | ” |

Cisneros citou Saavedra e Martín Rodríguez em 20 de maio e exigiu-lhes apoio no caso de uma possível insurreição. Ambos se negaram, Saavedra argumentou a Cisneros que devia renunciar já que a Junta de Sevilha que o havia nomeado não existia mais. Ante a situação, Cisneros aceitou permitir a realização de um Cabildo Aberto, que lhe havia sido exigido por Castelli e Rodríguez no dia anterior. 
No dia seguinte uma multidão armada, encabeçada por Domingo French e Antonio Beruti, ocupou a Praça de Maio exigindo a realização do Cabildo Aberto, já que duvidavam que Cisneros o realizaria. Saavedra desconcentrou a multidão assegurando-lhes que o Regimento de Patrícios respaldava suas reivindicações. 
Em 22 de maio celebrou-se um Cabildo Aberto, no qual se manifestaram diversas posturas a respeito da legitimidade e autoridade do vice-rei ou sua ausência, e em consequência se este devia permanecer no cargo. Saavedra se manteve em silêncio durante a maior parte, enquanto esperava sua vez de falar. Entre outros, os oradores mais importantes foram o bispo Benito Lué y Riega, Juan José Castelli, Ruiz Huidobro, Manuel Genaro Villota, Juan José Paso e Juan Nepomuceno de Sola. Saavedra foi o último a falar, propondo que o comando se delegasse no Cabildo até a formação de uma junta de governo, nos modos e na forma que o cabildo achasse conveniente. Enfatizou a frase "(...) e não fica dúvida de que o povo é o que confere a autoridade ou comando". Ao se realizar a votação, a postura de Castelli se acoplou à sua, e tal postura conjunta foi a que finalmente se impôs com 87 votos.
O cabildo nomeou uma junta presidida por Cisneros, com quatro vogais, dois espanhóis e dois crioulos. Estes últimos eram Castelli e Saavedra. Em princípio juraram o cargo, mas ante a pressão de Belgrano e de seu grupo e a agitação do povo e das milícias, renunciaram nessa mesma noite. A manobra de nomear uma junta presidida por Cisneros era considerada contrária à vontade do cabildo aberto.
No dia seguinte, 25 de maio, apesar da enérgica resistência do síndico Julián de Leyva, o cabildo foi forçado a aceitar uma nova lista, formada por um acordo entre partidários de Saavedra, Belgrano e Álzaga, em que cada setor comportava três membros. O presidente da Primeira Junta de governo resultante foi Cornelio Saavedra. Seu nome oficial foi Junta de Gobierno para a Reafirmação dos Direitos Soberanos do Rei Fernando VII.

## A Primeira Junta

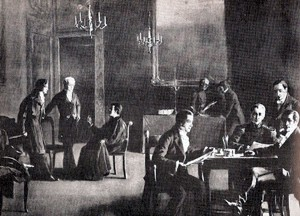
La Primera Junta. Óleo de Julio Vila y Prades.

O papel do presidente foi de mediador, mais que de estimulador das políticas revolucionárias. Este último papel foi cumprido por Juan José Castelli e pelo secretário de governo Mariano Moreno.
Moreno e Saavedra se transformaram nas principais referências da disputa interna que teve lugar sobre as distintas visões sobre o significado da revolução. os morenistas aspiravam em gerar mudanças profundas na sociedade, enquanto os saavedristas buscavam somente a chegada dos crioulos ao poder, mas mantendola continuidade da ordem social do vice-reino, do qual se consideravam herdeiros.
Moreno pensou em eliminar Saavedra, e para ele se criou um novo regimento de milícias, cujos oficiais eram submetidos a Moreno e seu grupo: o regimento América, cujos chefes eram Domingo French e Antonio Luis Beruti. Isto debilitava a posição dos chefes militares, entre eles Saavedra.
Pouco depois da Revolução de Maio o ex-vice-rei, Santiago de Liniers, começou a organizar uma ofensiva contra-revolucionária desde a cidade de Córdoba, a qual foi rapidamente derrotada por Francisco Ortiz de Ocampo e Hipólito Vieytes. Estes, contudo, não quiseram executar Liniers já que Ocampo tinha lutado junto com ele durante as Invasões Inglesas, e no lugar dele mandaram para Buenos Aires como prisioneiros todos os cabecilhas. Cornelio Saavedra assinou a ordem de arcabuzear todos, assim como toda a Junta, com exceção de Manuel Alberti que escapou por sua condição de sacerdote.
Durante um banquete militar em comemoração à vitória na batalha de Suipacha, Moreno passou pela porta do quartel e o centinela não o deixou entrar já que não o reconheceu, o qual ofendeu muito ao secretário. Nessa mesma noite, o oficial Atanasio Duarte, em um alto estado de embriaguez, ofereceu a Saavedra uma coroa de açúcar e brindou "pelo primeiro rei e imperador da América, dom Cornelio Saavedra". No dia seguinte, quando lhe contaram o incidente, Moreno lançou o Decreto de Supressão de Honras, pelo qual se suprimiam os privilégios reservados para o presidente da Junta que costumavam corresponder aos do vice-rei, e se castigava o oficial sob o argumento de que "Um habitante de Buenos Aires de forma alguma deve ter expressões contra a liberdade de seu país". Apesar de o decreto lhe tirar os privilégios, Saavedra o assinou sem comentários.
Em 27 de maio, enviou-se uma circular para convidar as cidades do vice-reino a enviar deputados para que se incorporassem à Junta. Estes foram chegando até o final do ano, mas o saavedrismo procurou que as províncias enviassem representantes afins a sua linha partidária para somá-los à Junta, deixando o morenismo em franca minoria. A manobra também propunha adiar indefinidamente a formação de uma assembléia constituinte que redigiria uma Constituição.
Moreno veria nos dirigentes das províncias um obstáculo para a independência. Em 18 de dezembro, os deputados do interior e os vogais da Junta e o Cabildo votaram em uma reunião conjunta se deviam ou não os incorporar. Os deputados votaram pela incorporação. Saavedra votou a favor, declarando que "a incorporação não era segundo direito, mas acedia por conveniência pública". Paso e Moreno foram os únicos a votar contra, e perderam. Moreno renunciou e seguiu para uma representação diplomática na Inglaterra, caminho no qual morreu, em alto mar, devido a doses letais de um poderoso purgante que recebera do capitão. Alguns historiadores como Felipe Pigna sustentam que se tratou de um assassinato orquestrado por Saavedra, enquanto outros, como Félix Luna, consideram que a meta de Saavedra se limitava a afastar Moreno de Buenos Aires, e que a morte de seu oponente se deveu simplesmente a uma negligência do capitão. Ao receber a notícia da morte de Moreno em alto-mar, Saavedra pronunciou a frase: "Fazia falta tanta água para apagar tanto fogo...".

## A Junta Grande
Com os novos deputados e os antigos vogais se formou a Junta Grande, da qual Saavedra continuava sendo presidente. Seus membros mudaram de estilo: deliberaram cuidadosamente cada medida e baixaram o tom extremista que tinha prevalecido até então. 
Após alguns meses de relativa calma interna, alguns deputados do interior se uniram às correntes Morenistas, e surgiu a Sociedade Patriótica. A mesma era dirigida por Bernardo de Monteagudo, de tendências ideológicas similares. Pensaram em destituir Saavedra e Funes por meio de uma revolução dirigida pelo regimento de French, mas foram delatados. 
Então se mobilizaram os partidários de Saavedra, dirigidos pelo advogado Joaquín Campana, por meio de uma grande manifestação de habitantes dos arredores da cidade, conhecidos como orilleros. Tiveram que renunciar Vieytes, Rodríguez Peña, Miguel de Azcuénaga e Juan Larrea. Em seus lugares se incorporaram Campana (como secretário de governo), Feliciano Chiclana e outros. Os depostos, junto com French e Beruti, foram expulsos da cidade.
Todo o poder passou ao partido de Saavedra, mas isto não melhorou muito a situação. A Sociedade Patriótica continuava atacando o governo, e a situação militar começou a mostrar seus limites: a expedição de Belgrano ao Paraguai terminou em um desastre, a cidade de Montevidéu se negou a reconhecer a autoridade da Junta e começou a atacar Buenos Aires pelo rio, chegando a destruir uma pequena frota patriota, e, a meados do ano, chegou a notícia do desastre na frente norte. A batalha de Huaqui lhes havia feito perder todo o Alto Peru.
Para levantar o moral do Exército do Norte, Saavedra decidiu colocar-se ao comando do mesmo. Mudou-se para o norte, deixando como presidente da Junta Domingo Matheu. Esta negociou com Montevidéu e começou a enfrentar sérios conflitos internos. O porto de Buenos Aires foi bloqueado pelos realistas, que inclusive tentaram bombardear a cidade, mesmo que sem êxito.

## Queda e perseguição
A partida de Saavedra fortaleceu os morenistas, que convenceram o cabildo portenho de que deviam organizar um executivo forte. Por isso formaram um novo governo de três membros conhecido como Primeiro Triunvirato, que seria assessorado pela Junta Consultiva, formada pelos membros da Junta que fora dissolvida. Além da Junta Grande, anularam também as juntas provinciais. 
A somente oito dias de sua chegada a Salta, Saavedra recebeu a comunicação de que tinha sido separado da Junta e que devia deixar o comando do Exército em favor de Juan Martín de Pueyrredón. Semanas mais tarde, a Junta seria dissolvida pelo Triunvirato, completando o processo pelo qual todo o poder era assumido pela cidade de Buenos Aires.
O Regimento de Patrícios se sublevou em 6 de dezembro de 1811, reclamando o regresso de Saavedra e a renúncia de Belgrano. O quartel foi rodeado e as tentativas de negociação foram infrutuosas, já que os Patrícios não abandonavam suas demandas. A protesta degenerou em combate e se levou a juízo ou executou vários dos implicados na mesma. 
Saavedra se refugiou na cidade de San Juan, de onde passou para Mendoza. Várias vezes deram curso a ordens de prisão contra ele, mas não chegou a ser preso. Quando o Diretor Supremo Gervasio Antonio de Posadas (um dos banidos de abril de 1811) ordenou sua prisão em junho de 1814, fugiu para a cidade chilena de Concepción. Dali passou para Coquimbo e para Santiago do Chile junto com seu filho Agustín, de 10 anos de idade.
Ante a proximidade do exército realista, a pedido de sua esposa dona Saturnina Otárola, o governador de Cuyo, José de San Martín, lhe concedeu asilo em San Juan. Em março do ano seguinte foi levado escoltado a Buenos Aires por ordem do novo Diretor Supremo, Alvear, mas após a revolução de 15 de abril de 1815, o Cabildo indultou-o provisoriamente e lhe devolveu seu cargo militar. O Diretor Supremo seguinte, Ignacio Álvarez Thomas, convidou-o a abandonar a cidade de Buenos Aires e lhe fixou domicílio na estância de seu irmão, próxima à cidade de Arrecifes, temendo represálias.

## Seus últimos anos

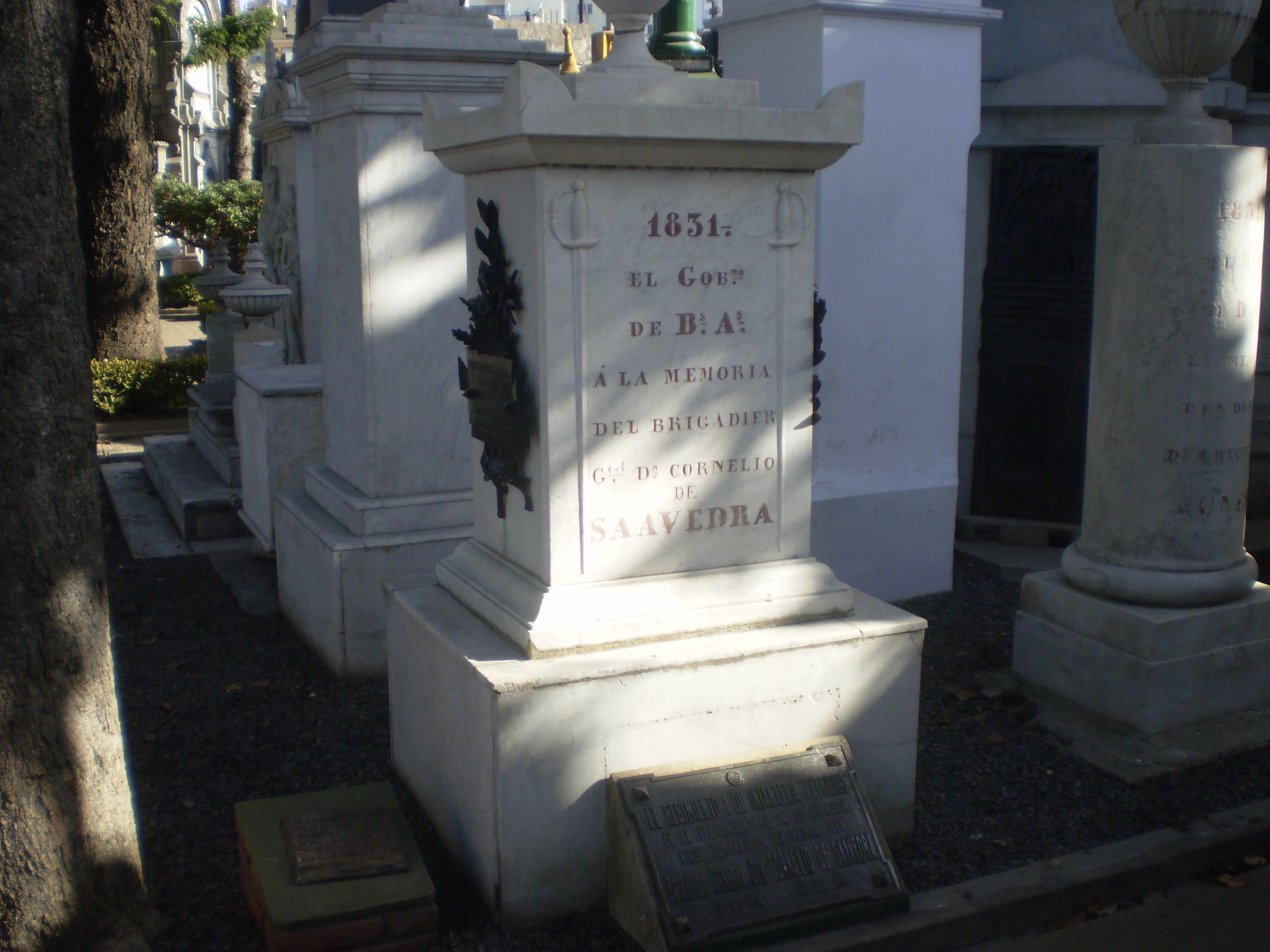
Monumento fúnebre, no cemitério de la Recoleta.

Foi reabilitado em dezembro de 1818, por ordem de uma comissão especial ordenada pelo Diretor Pueyrredón, de comum acordo com o Congresso Constituinte. Outorgou-se-lhe a patente de general-brigadeiro dos exércitos da Nação com retroatividade a 1811, e mais adiante a de Chefe de Estado Maior. No ano seguinte assumiu o cargo de comandante-de-campanha, com sede em Luján. Sua missão era comandar a polícia de campanha, defender a fronteira contra os índios e auxiliar o exército que estava invadindo Santa Fe. Conseguiu construir alguns acordos de paz com os ranqueles, que se demonstraram pouco duradouros.
Em 1820 apoiou o efêmero governo de Juan Ramón Balcarce como ministro da guerra, e depois de seu fracasso se exilou em Montevidéu. Regressou à cidade no outubro seguinte, instalando-se em uma estância no norte da província. Ali escreveu sua autobiografia Memoria autógrafa, dedicada a seus filhos, na qual explicava os fatos em que atuou sob seu ponto de vista.
Em 1822, chega sua retirada definitiva do exército, ainda que durante a Guerra da Cisplatina tenha oferecido seus serviços, que foram gentilmente rejeitadas devido a sua avançada idade pelo ministro de guerra Marcos Balcarce.
Cornelio Saavedra faleceu em Buenos Aires em 29 de março de 1829. Juan José Viamonte ordenou sua transferência ao Cemitério de la Recoleta da cidade de Buenos Aires no mês de dezembro com a respectiva homenagem. O decreto de Viamonte ordenando tal transferência dizia o seguinte:
| “ | O primeiro comandante de Patrícios, o primeiro presidente de um governo pátrio, pôde somente ficar esquecido em seu falecimento pelas circunstâncias calamitosas em que o país se encontrava; mas depois que elas terminaram, seria uma ingratidão negar ao cidadão tão eminente o tributo de honra devido a seu mérito e a uma vida ilustrada com tantas virtudes que soube consagrar inteira ao serviço da pátria. | ” |

## Homenagens
Em lembrança de Cornelio Saavedra, vários distritos administrativos levam seu nome na Argentina e na Bolívia. Entre eles se encontram a Província de Cornelio Saavedra no Departamento de Potosí, na Bolívia, e o Bairro de Saavedra na cidade de Buenos Aires e o Município de Saavedra da Província de Buenos Aires, ambos na Argentina. 
Mesmo assim, na cidade de Buenos Aires funciona o Museu Histórico de Buenos Aires Cornelio de Saavedra. Ocupa as instalações da antiga casa de Luís María Saavedra, sobrinho de Cornelio. Foi inaugurado em 6 de outubro de 1921 e em suas salas são exibidos objetos da vida cotidiana durante o século XIX, tais como instrumentos musicais, armas, prataria, cristais, vestuário etc.